# Canadá en los Juegos Olímpicos de París 1924
Canadá estuvo representado en los Juegos Olímpicos de París 1924 por un total de 65 deportistas que compitieron en 8 deportes.  
El portador de la bandera en la ceremonia de apertura fue el atleta Hector Phillips.

## Medallistas
El equipo olímpico canadiense obtuvo las siguientes medallas:
| Nombre | Deporte | Competición                |
| --- | ------- | -------------------------- |
| Oro |         |                            |
| — |         |                            |
| Plata |         |                            |
| Archibald Black Colin Finlayson George MacKay William Wood                                                                    | Remo    | Cuatro sin timonel (M4-) M |
| Arthur Bell Ivor Campbell Robert Hunter William Langford Harold Little John Smith Warren Snyder Norman Taylor William Wallace | Remo    | Ocho con timonel (M8+) M   |
| William Barnes George Beattie John Black Robert Montgomery Samuel Newton Samuel Vance                                         | Tiro    | Tiro al pichón por eqs. M  |
| Bronce |         |                            |
| Daniel Lewis | Boxeo   | Wélter (66,7 kg) M         |